# Edmund Woodstock
Edmund Woodstock (ur. 5 sierpnia 1301 w Woodstock w hrabstwie Oxfordshire, zm. 19 marca 1330 w Winchesterze) – książę angielski z dynastii Plantagenetów, młodszy syn króla Edwarda I i Małgorzaty, córki króla Francji Filipa III Śmiałego. Przyrodni brat króla Edwarda II.
5 sierpnia 1320 Edmund otrzymał tytuł barona Woodstock i zasiadł w Parlamencie. 28 lipca 1321 otrzymał tytuł hrabiego Kentu. W tym samym roku został również konstablem zamku Dover i lordem strażnikiem Pięciu Portów. Urząd ten sprawował do 1323. Rok później został królewskim namiestnikiem w Akwitanii, której musiał bronić przed francuską inwazją. Dowodził obroną La Reole, a po kapitulacji zamku pozostał we Francji w niewoli. Tam nawiązał kontakty ze zbuntowanym przeciwko królowi Rogerem Mortimerem, który był również kochankiem królowej Izabeli. W odpowiedzi Edward II skonfiskował posiadłości brata.
W 1326 Edmund towarzyszył Mortimerowi i Izabeli w ich inwazji na Anglię. W 1327 dostał po zarząd dobra ściętego hrabiego Arundel, aczkolwiek nie otrzymał formalnie tytułu hrabiowskiego. W późniejszych latach Edmund przeszedł do szeregów opozycji przeciwko Mortimerowi. W 1330 został oskarżony o zdradę i próbę osadzenia na tronie Edwarda II, o którym krążyły pogłoski, że nadal żyje. Specjalnie na tę okazję ustanowiony sąd skazał Edmunda na śmierć.
Mortimer nie przejął się tym i 19 marca 1330 miała się odbyć egzekucja. Pojawiły się jednak problemy, gdyż ani kat ani jego pomocnicy nie chcieli wykonać wyroku. W końcu egzekucji dokonał pospolity przestępca, który w zamian za to miał otrzymać ułaskawienie. Edmundowi odcięto głowę czterema ciosami topora. Pogrzeb księcia odbył się 31 marca w kościele dominikanów w Winchesterze.
Egzekucja Edmunda okazała się początkiem końca władcy Mortimera. W październiku 1330 król Edward III pojmał wszechwładnego lorda i doprowadził do jego egzekucji. Dzieci Edmunda pozostały członkami dworu królewskiego.
Między październikiem a grudniem 1325 Edmund poślubił Margaret Wake, 3. baronową Wake (ok. 1297 – 29 września 1349), córkę Johna Wake, 1. barona Wake, i Joan de Fenes, córki Williama de Fiennesa, barona Tingry. Edmund i Margaret mieli razem dwóch synów i dwie córki:
- Edmund (1326 – przed 5 października 1331), 2. hrabia Kentu
- Małgorzata (1327 – 1352), żona Arnolda-Amalryka VIII d’Albret, wicehrabiego de Tartas, nie miała dzieci
- Joanna z Kentu (29 września 1328 – 7 sierpnia 1385), 3. hrabina Kentu, żona Thomasa Hollanda, 1. hrabiego Kentu, i Edwarda Woodstocka, księcia Walii
- Jan (7 kwietnia 1330 – 26 grudnia 1352), 3. hrabia Kentu